# Billy Deakin
Billy Deakin là một cầu thủ bóng đá thi đấu ở vị trí tiền vệ chạy cánh ở Football League cho Barnsley và Chester.